# Carmelo Navarro
Carmelo Navarro (Murcia, 25 de marzo de 1959) es un exfutbolista español. Jugó de defensa central y desarrolló la mayor parte de su carrera en el Cádiz CF.

## Trayectoria

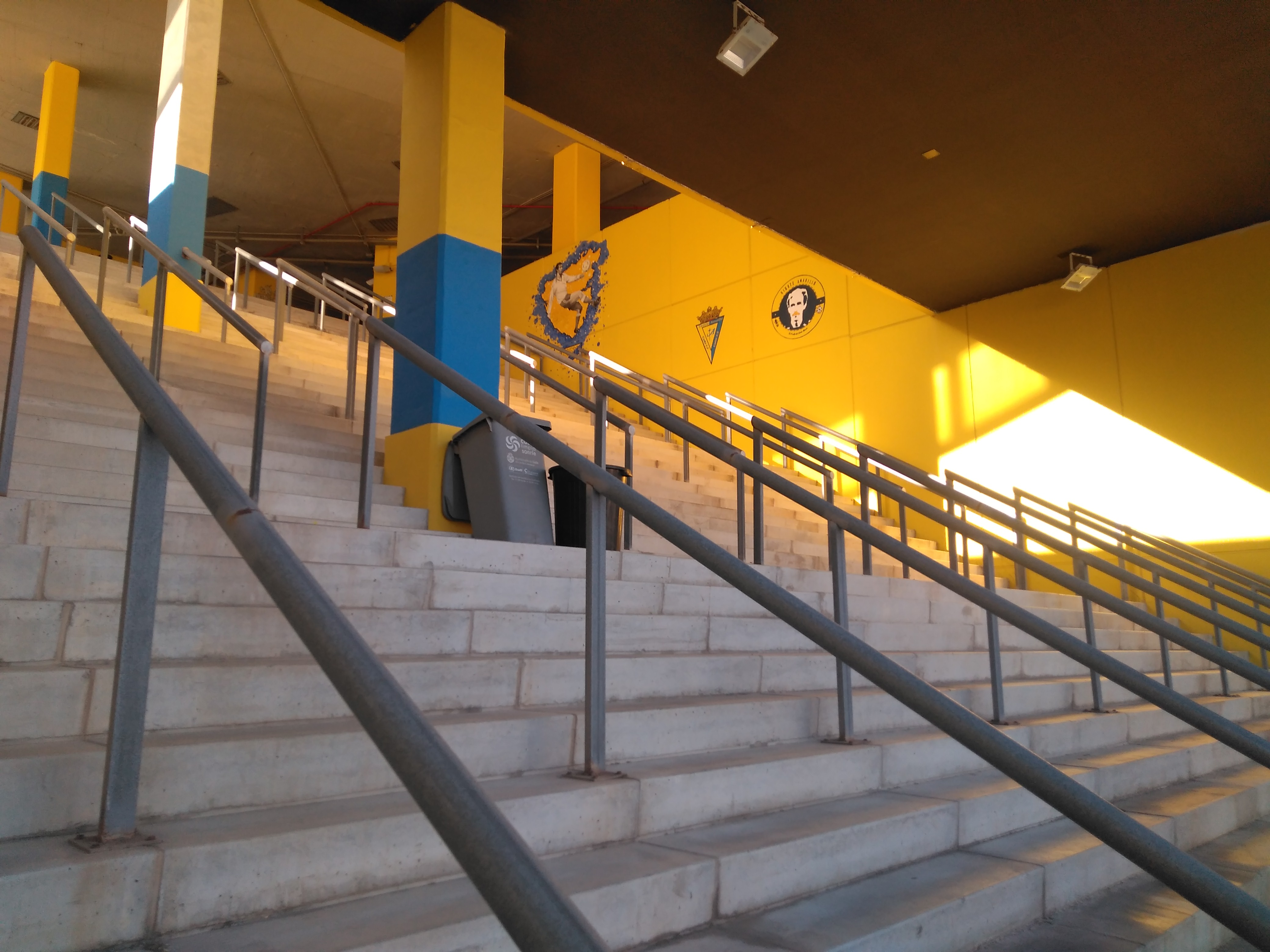
Homenaje a Carmelo en el Estadio Ramón de Carranza

Cuando Carmelo contaba apenas tres años, su familia emigró a La Coruña. Allí, empezaría a jugar al fútbol en el patio de su colegio. Sus habilidades no pasaron inadvertidas a los ojeadores del Ural, un equipo de cantera de La Coruña que lo incorporó a sus secciones inferiores y que por aquel entonces presidía Augusto César Lendoiro.
La familia Navarro Careaga se mudó a la provincia de Cádiz y Carmelo continuó jugando en el colegio. Tal y como le sucedió en La Coruña, pronto se fijó en él otro club para integrar su equipo juvenil: el Safa San Luis. Empezó jugando de lateral izquierdo aunque pronto tuvo que jugar de central por la lesión de dos de sus compañeros; en principio solo sería por una temporada, pero al final terminó desarrollando toda su carrera en esta posición. En su último año de categoría juvenil, los ojeadores del Racing Portuense se fijaron en él y se incorporó al equipo rojillo: con apenas 18 años dio el salto a Segunda B.
Carmelo jugó dos temporadas en el Racing Portuense: la 1977/78 y la 78/79. En el verano de 1979, un directivo de la UD Salamanca, que entonces jugaba en Primera división vio jugar a Carmelo y lo fichó para el equipo charro.
En su segundo año en Salamanca, el servicio militar, que ya había aplazado en un par de ocasiones, no perdonó a Carmelo y este tuvo que incorporarse a filas. Después de algunas semanas en Cartagena y Ferrol acaba en Madrid, desde donde pudo ir a entrenar a Salamanca dos veces en semana. Una vez jurada la bandera, Carmelo se reincorpora completamente a la disciplina del equipo en el tramo final de liga, aunque no consigue que el Salamanca vuelva a atar una nueva permanencia en Primera.
En la temporada 1981/82, Carmelo es traspasado al Real Betis. Permaneció allí dos temporadas llegando incluso a debutar en la Copa de la UEFA visitando a equipos de como el Benfica. El club sevillano decidió ceder al futbolista al Recreativo de Huelva. En su primera etapa con el Decano, Carmelo fue titular prácticamente en todos los partidos. Esta vez no se consiguió el objetivo y el equipo onubense descendió a Segunda División.
Carmelo regresó a la disciplina bética. A finales de 1984 se rompió la rodilla derecha por completo, quedando en blanco lo que restaba de temporada y el comienzo de la siguiente. Tras su lesión, solicitó ser cedido nuevamente al Recreativo donde comenzó la nueva temporada, sin embargo en noviembre de 1985, jugando en Elche, el defensa se lesionó la rodilla izquierda y pasó otra temporada en blanco.
El equipo bético, con el que aún tenía contrato, consideró que tras dos lesiones en sendas rodillas, la carrera futbolística de Carmelo había llegado a su fin y le dio la carta de libertad. Pero el jugador  no quiso retirarse y volvió a Huelva donde decidieron darle otra oportunidad. Carmelo comenzó a entrenar sin cobrar, trabajando primero en solitario en el gimnasio y luego poco a poco con sus compañeros, con la esperanza de volver a los terrenos de juego.
Al comienzo de la temporada 1986/87, Carmelo resucitó para el fútbol. El Recreativo le hizo contrato y el entrenador Víctor Espárrago contó con él como titular. A final de temporada el Decano se quedó a las puertas de volver a Primera División.
En la temporada siguiente, junto con Espárrago, fichó por el Cádiz CF. El primer año de Carmelo en el equipo amarillo no sólo se consigue la permanencia, sino que hasta la fecha se firmó la mejor clasificación de la historia del equipo en Primera División.
Durante el resto de temporadas, las lesiones y sanciones respetaron a Carmelo quien enseguida se hizo con la capitanía del equipo. Su media de partidos por temporada no bajó de las 38 apariciones. Finalmente decidió retirarse a los 35 años, en la temporada 1993/94.
Posteriormente siguió vinculado al mundo del fútbol colaborando con Canal+ en las retransmisiones de los partidos de Segunda División. Tras dos años en los que tenía que compaginar esta actividad con sus obligaciones en El Puerto de Santa María, tomó la decisión de terminar definitivamente con el fútbol.

## Vida personal
Famoso por su bigote, tuvo cuatro hijos y actualmente se encuentra trabajando en una empresa relacionada con el mundo del vino. Fue concejal del PP en El Puerto de Santa María donde entregó su acta de número dos por dicho pueblo al ser investigado por prevaricación.

## Clubes
| Club                 | País   | Periodo   | Liga PJ (G) |
| -------------------- | ------ | --------- | ----------- |
| Racing Portuense     | España | 1977-1979 |             |
| UD Salamanca         | España | 1979-1981 | 11 (0)      |
| Real Betis           | España | 1981-1983 | 28 (0)      |
| Recreativo de Huelva | España | 1983-1984 | 38 (3)      |
| Real Betis           | España | 1984-1985 | 15 (1)      |
| Recreativo de Huelva | España | 1985-1987 | 32 (3)      |
| Cádiz CF             | España | 1987-1994 | 244 (2)     |